# 399 Persephone
399 Persephone è un asteroide della fascia principale del diametro medio di circa 49,13 km. Scoperto nel 1895, presenta un'orbita caratterizzata da un semiasse maggiore pari a 3,0551200 UA e da un'eccentricità di 0,0673501, inclinata di 13,08299° rispetto all'eclittica.
Il suo nome è dedicato a Persefone, nella mitologia greca figlia di Demetra e Zeus, moglie di Ade e dea degli Inferi.